# Georg Kerst
Georg Kerst (geboren 11. September 1895 in Hannover; gestorben 7. November 1980) war ein deutscher Historiker und Japanologe.

## Leben und Werk
Georg Kerst studierte Zeitungswissenschaften und Geschichte in Köln, Freiburg, in einem Nebenfach auch Japanologie. In Köln gründete er einen Kreis der „Freunde Japans“, der später zur Zweigstelle der Deutsch-Japanischen Gesellschaft in Berlin wurde. Nach dem Krieg und nach Tod bzw. Auswanderung seiner beiden Kölner Lehrer Martin Spahn und Oscar Kressler (1876–1970) fand er 1946 in Otto Becker an der Universität Kiel einen neuen Mentor, bei dem er im Jahr 1953 seine Dissertation mit dem Thema „Die Anfänge der Erschließung Japans im Spiegel der zeitgenössischen Publizistik“ fertigstellen konnte. Eine Anstellung an der Kieler Universität fand er allerdings nicht, und so verdiente er seinen Lebensunterhalt als freiberuflicher Historiker mit dem Schwerpunkt Japan.
Der Auftritt des Japanischen Balletts Yoshio Aoyama am 7. Februar 1955 im Kieler Stadttheater wurde für Kerst zum Anstoß zur Gründung der Deutsch-Japanischen Gesellschaft Schleswig-Holstein. Er konnte als Ehrenpräsidenten Admiral a. D. Gottfried Hansen, zum Vorsitzenden des Beirats Admiral Otto Kähler, zum Vorsitzenden des Kuratoriums Prof. Dr. Adolf Remane und zum Vorsitzenden des Förderkreises Konsul Thomas Entz gewinnen. Georg Kerst selbst wurde auf der ersten Mitgliederversammlung 1956 zum ersten Vorsitzenden und der japanischen Generalkonsul in Hamburg zu seinen Stellvertreter gewählt.
1964 besuchte Kerst Japan, wo er sich drei Monate aufhielt, das Land bereiste und Vorträge hielt. Die Finanzierung des Besuchs hat zum überwiegenden Teil das japanische Außenministerium übernommen.
1967 gab Kerst aus Altersgründen den Vorsitz auf, zum Nachfolger wurde Prof. Dr. Erich Bagge gewählt. Im Jahr 1980 hatte die DJG Schleswig-Holstein ihr 25-jähriges Bestehen und Kerst wurde am 11. September 85 Jahre alt. Beide Ereignisse sollten am 21. November gemeinsam festlich begangen werden. Kerst konnte das Jubiläum „seiner“ Gesellschaft nicht mehr miterleben: er starb am 7. November 1980.

## Auszeichnungen
- 1969: Japanischer Orden vom heiligen Schatz
- 1976: Bundesverdienstkreuz am Bande

## Schriften
- Kloster Möllenbeck bei Rinteln a.d. Weser. Kurzgefaßter Überblick über die Geschichte, volkstümlich dargestellt. Bertelsmann, Gütersloh 1949.
- Die Anfänge der Erschliessung Japans im Spiegel der zeitgenössischen Publizistik. Hamburg, Übersee-Verlag, 1953.
- Jacob Meckel – sein Leben, sein Wirken in Deutschland und Japan. Musterschmidt Verlag, Göttingen 1970.
- Die japanische Sondergesandtschaft nach Europa im Jahre 1862. Jahrbuch der Historischen Gesellschaft Bremen. Carl Schünemann, Bremen. 1971.
- Die deutsche Expedition nach Japan und ihre Auswirkungen. Reprint. De Gruyter, 2017. ISBN 978-3-11-179944-5.